# Hollywood Burnouts
Die Hollywood Burnouts sind eine 2008 gegründete Glam-Metal- und Sleaze-Rock-Band aus Augsburg.

## Geschichte
Die Musikgruppe wurde im Sommer 2008 durch vier damalige Musikstudenten gegründet. Diese, die zuvor in anderen Musikgruppen aktiv waren, entdeckten ihre gemeinsame Vorliebe für den Hair Metal der 1980er, etwa von Bands wie Guns N’ Roses, Mötley Crüe, L.A. Guns oder Poison, und gründeten eine eigene Musikgruppe unter dem Vorsatz, selbst Musik in diesem Stil zu spielen. Bereits 2009 wurde ein Demo eingespielt und erste Konzertauftritte folgten.
Nach einer selbst betitelten EP 2010, veröffentlichten die Hollywood Burnouts Anfang 2012 schließlich ihr erstes Studioalbum Excess All Areas unter dem Label Rock Road Records (Soulfood). Dieses wurde mit wohlwollenden Kritiken aufgenommen. Dabei wurde die, auch für ein Debütalbum, bereits hohe musikalische Qualität und Professionalität gelobt. Obwohl die bewusst nostalgische Spielweise durchaus erkannt wurde, bemängelten einige Kritiker jedoch eine zu saubere und kantenlose Produktion, die im Vergleich zu neueren rauen Sleaze-Rock-Bands aus Skandinavien etwas hinken würde. Dabei hat die Band selbst wohl nie Wert darauf gelegt, „schwedisch“ zu klingen, sondern viel mehr daran gearbeitet, einen eigenen und natürlichen Bandsound zu besitzen.
Eine hohe Konzert- und Festivalpräsenz der Formation sorgte für rasch steigenden Bekanntheitsgrad. Dabei tourten sie auch mehrmals gemeinsam mit Größen wie Cinderella, Bonfire, Crashdïet, Hardcore Superstar oder Sister. Im Herbst 2013 veröffentlichten die Hollywood Burnouts ihr zweites Album Kick It Up a Notch!.

## Diskografie

### EPs
- 2010: Hollywood Burnouts

### Alben
- 2012: Excess All Areas (Soulfood)
- 2013: Kick It Up a Notch! (Soulfood)